# Manuel Mendes da Conceição Santos
Manuel Mendes da Conceição Santos GCC • GCB (Pé de Cão, Olaia, Torres Novas, 13 de Dezembro de 1876 - Évora, 30 de Março de 1955) foi um prelado português.

## Biografia
Filho de Manuel Mendes e de sua mulher Maria da Conceição Rodrigues.
Cedo despertou para a vida religiosa, vindo a ingressar no Seminário Patriarcal de Santarém. Foi, depois, enviado para Roma, onde se doutorou em Teologia, no Ateneu de Santo Apolinário. Recebeu a ordenação sacerdotal em 27 de Maio de 1899.
Foi professor no Seminário e no Liceu Nacional de Santarém, até que foi nomeado vice-reitor do Seminário da Guarda, de cuja Sé foi feito Cónego. Destacou-se, então, como ínsigne pastor, com alguma actividade na imprensa, durante os conturbados tempos da Primeira República Portuguesa.
A 9 de Dezembro de 1915 foi nomeado pelo Papa Bento XV Bispo de Portalegre, sendo ordenado em 3 de Maio de 1916, na igreja do Carmo, em Torres Novas. Permaneceu em Portalegre durante cerca de quatro anos, até que, a 4 de Junho de 1920, foi nomeado Arcebispo Coadjutor de Évora (como Arcebispo Titular de Filipopólis), vindo a entrar na nova diocese, já na qualidade de Arcebispo Metropolitano, por morte do anterior prelado. Tomou posse da Arquidiocese de Évora a 9 de Fevereiro de 1920, iniciando um notável percurso de reconstrução da diocese, dando prioridade à formação do clero.
A 1 de Julho de 1933 foi agraciado com a Grã-Cruz da Ordem Militar de Cristo e a 8 de Junho de 1949 foi agraciado com a Grã-Cruz da Ordem de Benemerência.
A sua Causa de Beatificação está em curso, tendo sido iniciada pelo Papa Paulo VI a 11 de Fevereiro de 1972, sendo já Servo de Deus.